# Мухаммад ибн Ахмад ан-Насафи
Абу́ аль-Хаса́н Муха́ммад ибн Ахма́д ан-Насафи́ (перс. ابوالحسن محمد بن احمد النصفی‎) или ан-Нахшаби́ (النخشابی) — исмаилитский теолог, философ и проповедник (да'и) персидского происхождения. Ему удалось убедить значительное число влиятельных лиц при дворе Саманидов и самого эмира Насра II принять исмаилитское учение. Во время антиисмаилитской кампании, начатой Нухом I, ан-Насафи был казнён в Бухаре в 943 году.

## Биография
Мухаммад ибн Ахмад ан-Насафи родился в селении Базда, что поблизости от города Насаф (совр. Узбекистан).
Сменив Хусейна ибн Али аль-Марвази в качестве главного исмаилитского да'и Хорасана, ан-Насафи перенёс штаб да'вата в Мавераннахр. В Бухаре — столице Саманидского государства, ему удалось обратить в исмаилизм нескольких высокопоставленных сановников при дворе Саманидов. Среди них были хаджиб, личный секретарь саманидского эмира Насра II ибн Ахмада, глава дивана мустауфи и правитель Илака.

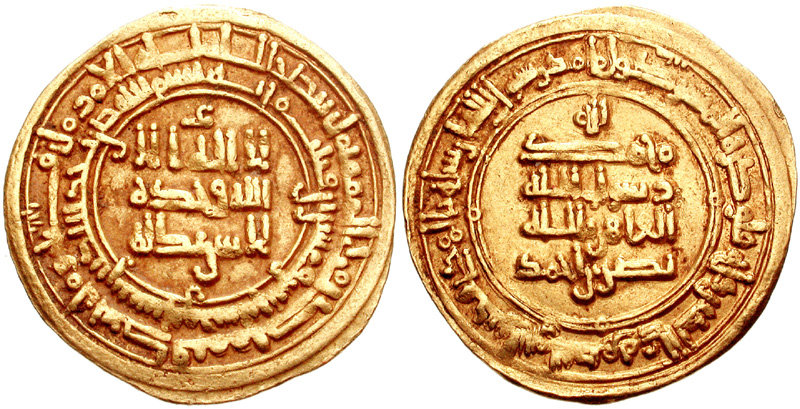
Монета Насра II, отчеканенная в Нишапуре. 933—934 гг.

При помощи своих новообращённых придворных Саманидов, ан-Насафи получил доступ ко двору, обратив молодого Насра II. По просьбе ан-Насафи Наср II дал согласие уплатить фатимидскому халифу аль-Каиму 119 тысяч динаров в качестве возмездия за погибшего в бухарской тюрьме Хусейна ибн Али Марвази.  
Всё это вызвало серьёзное недовольство суннитских «улемов» и их военных союзников, тюркской дворцовой гвардии при правителях Саманидах: объединив усилия, они свергли Насра II. При его сыне и наследнике Нухе I, исмаилиты в Хорасане и Мавераннахре, начиная с ан-Насафи и его знатных приверженев, подверглись жестоким преследованиям. Сам ан-Насафи был казнён в Бухаре в 943 году; труп казнённого проповедника был похищен с висельницы, причём похититель остался неизвестным.
Несмотря на это, исмаилитское движение не угасло, их открытые призывы перешли в подполье. Хорасанский призыв возобновился под руководством сына ан-Насафи — Масуда, известного по прозвищу Дихкан, и его сподвижников — других да'и, активизировавших свою проповедническую деятельность и привлёкших в исмаилизм ряд войсковых генералов, дворцовую знать и совет министров (диван).

## Труды и учение
Считается, что ан-Насафи первым из иранских да'и ввёл неоплатоническую философию в свою теологию и систему мысли: он был также первым из да'и восточноиранских областей, кто стал опираться на эту теорию в своих трудах. Позиции ан-Насафи, Абу Хатима ар-Рази и Абу Якуба ас-Сиджистани в области философии были весьма близки, однако они не находили с друг другом общего языка в области теологии, приведшее к нескончаемым богословским дебатам.
Приблизительно в 912 году, ан-Насафи написал свой основной труд Китаб аль-махсул («Книга смысла и сути»), подводящий итог его мировоззрению. «Махсул» подвергся жёсткой критике со стороны современника ан-Насафи, да'и Рея Абу Хатима ар-Рази в его Китаб аль-ислах («Книга исправлений»). Ас-Сиджистани в защиту основных положений ан-Насафи сочинил отдельную книгу Китаб ан-нусра («Книга победы»), направленную против критики ар-Рази. Да'и Хамид ад-Дин аль-Кирмани подвёл итог этой полемике в своей Китаб аль-рийад («Книга садов»), процитировав все три работы и фактически встав на сторону ар-Рази в утверждении необходимости и взаимозависимости как захира, так и батина.
В дополнение к «Китаб аль-махсул», ан-Насафи приписывают также Каун аль-алам («Бытие мира»), а известный арабский историк Ибн ан-Надим сообщает, что ан-Насафи принадлежат следующие книги:
- Унван ад-Дин («Название религии»);
- Усуль аш-Шарх («Способ пояснения»);
- ад-Да'ват аль-манджия («Спасительный призыв»).

### Комментарии
1. ↑  Труд не сохранился до сего момента[10].